# Europeiska inomhusmästerskapen i friidrott 2021
Europeiska inomhusmästerskapen i friidrott 2021 arrangerades den 4 till 7 mars 2021 i Toruń i Polen. Det var den 36:e upplagan av de Europeiska inomhusmästerskapen i friidrott.

## Resultat och medaljöversikt

### Damer
| Tävling           | Guld                                                                 | Guld         | Silver                                                               | Silver       | Brons                                                                                   | Brons        |
| ----------------- | -------------------------------------------------------------------- | ------------ | -------------------------------------------------------------------- | ------------ | --------------------------------------------------------------------------------------- | ------------ |
| Löpgrenar         |                                                                      |              |                                                                      |              |                                                                                         |              |
| 60 meter          | Ajla Del Ponte Schweiz                                               | 7,03         | Lotta Kemppinen Finland                                              | 7,22         | Jamile Samuel Nederländerna                                                             | 7,22         |
| 400 meter         | Femke Bol Nederländerna                                              | 50,63 0NR0   | Justyna Święty-Ersetic Polen                                         | 51,41        | Jodie Williams Storbritannien                                                           | 51,73 0PB0   |
| 800 meter         | Keely Hodgkinson Storbritannien                                      | 2.03,88      | Joanna Jóźwik Polen                                                  | 2.04,00      | Angelika Cichocka Polen                                                                 | 2.04,15      |
| 1500 meter        | Elise Vanderelst Belgien                                             | 4.18,44      | Holly Archer Storbritannien                                          | 4.19,91      | Hanna Klein Tyskland                                                                    | 4.20,07      |
| 3000 meter        | Amy-Eloise Markovc Storbritannien                                    | 8.46,43 0PB0 | Alice Finot Frankrike                                                | 8.46,54 0PB0 | Verity Ockenden Storbritannien                                                          | 8.46,60 0PB0 |
| 60 meter häck     | Nadine Visser Nederländerna                                          | 7,77 0VB0    | Cindy Sember Storbritannien                                          | 7,89         | Tiffany Porter Storbritannien                                                           | 7,92         |
| 4 × 400 m stafett | Nederländerna Lieke Klaver Marit Dopheide Lisanne de Witte Femke Bol | 3.27,15      | Storbritannien Zoey Clark Jodie Williams Amarachi Pipi Jessie Knight | 3.28,20      | Polen Natalia Kaczmarek Małgorzata Hołub-Kowalik Kornelia Lesiewicz Aleksandra Gaworska | 3.29,94      |
| Hoppgrenar        |                                                                      |              |                                                                      |              |                                                                                         |              |
| Höjdhopp          | Jaroslava Mahutjich Ukraina                                          | 2,00         | Iryna Gerasjtjenko Ukraina                                           | 1,98 0PB0    | Ella Junnila Finland                                                                    | 1,96 0NR0    |
| Stavhopp          | Angelica Moser Schweiz                                               | 4,75 0PB0    | Tina Šutej Slovenien                                                 | 4,70 0PB0    | Holly Bradshaw StorbritannienIryna Zjuk Belarus                                         | 4,65         |
| Längdhopp         | Maryna Bech-Romantjuk Ukraina                                        | 6,92 0VB0    | Malaika Mihambo Tyskland                                             | 6,88 0SB0    | Khaddi Sagnia Sverige                                                                   | 6,75         |
| Tresteg           | Patricia Mamona Portugal                                             | 14,53 0NR0   | Ana Peleteiro Spanien                                                | 14,52 0SB0   | Neele Eckhardt Tyskland                                                                 | 14,52 0PB0   |
| Kastgrenar        |                                                                      |              |                                                                      |              |                                                                                         |              |
| Kulstötning       | Auriol Dongmo Portugal                                               | 19,34        | Fanny Roos Sverige                                                   | 19,29 0NR0   | Christina Schwanitz Tyskland                                                            | 19,04        |
| Kombination       |                                                                      |              |                                                                      |              |                                                                                         |              |
| Femkamp           | Nafissatou Thiam Belgien                                             | 4 904 0NR0   | Noor Vidts Belgien                                                   | 4 791 0PB0   | Xénia Krizsán Ungern                                                                    | 4 644        |

### Herrar
| Tävling           | Guld                                                                          | Guld         | Silver                                                       | Silver    | Brons                                                           | Brons      |
| ----------------- | ----------------------------------------------------------------------------- | ------------ | ------------------------------------------------------------ | --------- | --------------------------------------------------------------- | ---------- |
| Löpgrenar         |                                                                               |              |                                                              |           |                                                                 |            |
| 60 meter          | Lamont Marcell Jacobs Italien                                                 | 6,47 0NR0    | Kevin Kranz Tyskland                                         | 6,60      | Ján Volko Slovakien                                             | 6,61       |
| 400 meter         | Óscar Husillos Spanien                                                        | 46,22        | Tony van Diepen Nederländerna                                | 46,25     | Liemarvin Bonevacia Nederländerna                               | 46,30      |
| 800 meter         | Patryk Dobek Polen                                                            | 1.46,81      | Mateusz Borkowski Polen                                      | 1.46,90   | Jamie Webb Storbritannien                                       | 1.46,95    |
| 1500 meter        | Jakob Ingebrigtsen Norge                                                      | 3.37,56      | Marcin Lewandowski Polen                                     | 3.38,06   | Jesús Gómez Spanien                                             | 3.38,47    |
| 3000 meter        | Jakob Ingebrigtsen Norge                                                      | 7.48,20 0PB0 | Isaac Kimeli Belgien                                         | 7.49,41   | Adel Mechaal Spanien                                            | 7.49,47    |
| 60 meter häck     | Wilhem Belocian Frankrike                                                     | 7,42         | Andrew Pozzi Storbritannien                                  | 7,43      | Paolo Dal Molin Italien                                         | 7,56       |
| 4 × 400 m stafett | Nederländerna Jochem Dobber Liemarvin Bonevacia Ramsey Angela Tony van Diepen | 3.06,06 0NR0 | Tjeckien Vít Müller Pavel Maslák Michal Desenský Patrik Šorm | 3.06,54   | Storbritannien Joe Brier Owen Smith James Williams Lee Thompson | 3.06,70    |
| Hoppgrenar        |                                                                               |              |                                                              |           |                                                                 |            |
| Höjdhopp          | Maksim Nedasekau Belarus                                                      | 2,37 0NR0    | Gianmarco Tamberi Italien                                    | 2,35      | Thomas Carmoy Belgien                                           | 2,26       |
| Stavhopp          | Armand Duplantis Sverige                                                      | 6,05 0MR0    | Valentin Lavillenie Frankrike                                | 5,80      | Piotr Lisek Polen                                               | 5,80       |
| Längdhopp         | Miltiádis Tentóglou Grekland                                                  | 8,35         | Thobias Montler Sverige                                      | 8,31 0NR0 | Kristian Pulli Finland                                          | 8,24 0NR0  |
| Tresteg           | Pedro Pablo Pichardo Portugal                                                 | 17,30        | Alexis Copello Azerbajdzjan                                  | 17,04     | Max Heß Tyskland                                                | 17,01      |
| Kastgrenar        |                                                                               |              |                                                              |           |                                                                 |            |
| Kulstötning       | Tomáš Staněk Tjeckien                                                         | 21,62        | Michał Haratyk Polen                                         | 21,47     | Filip Mihaljević Kroatien                                       | 21,31      |
| Kombination       |                                                                               |              |                                                              |           |                                                                 |            |
| Sjukamp           | Kevin Mayer Frankrike                                                         | 6 392        | Jorge Ureña Spanien                                          | 6 158     | Paweł Wiesiołek Polen                                           | 6 133 0PB0 |

## Medaljliga
| Pl.                   | Nation                | Guld | Silver | Brons | Totalt |
| --------------------- | --------------------- | ---- | ------ | ----- | ------ |
| 1                     | Nederländerna         | 4    | 1      | 2     | 7      |
| 2                     | Portugal              | 3    | 0      | 0     | 3      |
| 3                     | Storbritannien        | 2    | 4      | 6     | 12     |
| 4                     | Belgien               | 2    | 2      | 1     | 5      |
| 5                     | Frankrike             | 2    | 2      | 0     | 4      |
| 6                     | Ukraina               | 2    | 1      | 0     | 3      |
| 7                     | Norge                 | 2    | 0      | 0     | 2      |
| 7                     | Schweiz               | 2    | 0      | 0     | 2      |
| 9                     | Polen                 | 1    | 5      | 4     | 10     |
| 10                    | Spanien               | 1    | 2      | 2     | 5      |
| 11                    | Sverige               | 1    | 2      | 1     | 4      |
| 12                    | Italien               | 1    | 1      | 1     | 3      |
| 13                    | Tjeckien              | 1    | 1      | 0     | 2      |
| 14                    | Belarus               | 1    | 0      | 1     | 2      |
| 15                    | Grekland              | 1    | 0      | 0     | 1      |
| 16                    | Tyskland              | 0    | 2      | 4     | 6      |
| 17                    | Finland               | 0    | 1      | 2     | 3      |
| 18                    | Azerbajdzjan          | 0    | 1      | 0     | 1      |
| 18                    | Slovenien             | 0    | 1      | 0     | 1      |
| 20                    | Kroatien              | 0    | 0      | 1     | 1      |
| 20                    | Slovenien             | 0    | 0      | 1     | 1      |
| 20                    | Ungern                | 0    | 0      | 1     | 1      |
| Totalt antal medaljer | Totalt antal medaljer | 26   | 26     | 27    | 79     |